# Pallavolo ai XXXII Giochi mondiali universitari estivi - Torneo femminile
Il torneo femminile di pallavolo ai XXXII Giochi mondiali universitari estivi si è svolto dal 16 al 23 luglio 2025 a Berlino, durante i XXXII Giochi mondiali universitari estivi: al torneo hanno partecipato sedici squadre nazionali e la vittoria finale è andata per la terza volta all'Italia.

## Impianti
|                                                                          |                                                                                      |                                                                                  |
|                                                                          |                                                                                      |                                                                                  |
| Max-Schmeling-Halle Città: Berlino Capienza: 9 200 Anno d'apertura: 1996 | Großsporthalle Hämmerlingstraße Città: Berlino Capienza: 1 000 Anno d'apertura: 2009 | Sportforum Hohenschönhausen Città: Berlino Capienza: 1 250 Anno d'apertura: 1958 |

|                                                                                |  |  |
|                                                                                |  |  |
| Horst-Korber-Sportzentrum Città: Berlino Capienza: 1 000 Anno d'apertura: 1990 |  |  |

## Regolamento

### Formula
Le squadre hanno disputato una prima fase raggruppate in quatro gironi con formula del girone all'italiana con partite di sola andata; al termine della prima fase:
- Le prime due classificate di ogni girone hanno acceduto alla fase finale per il primo posto, strutturata in quarti di finale, semifinali, finale per il terzo posto e finale;
- Le quattro eliminate ai quarti di finale della fase finale per il primo posto hanno acceduto alla fase finale per il quinto posto, strutturata in semifinali, finale per il settimo posto e finale per il quinto posto;
- La terza e la quarta classificata di ogni girone hanno acceduto alla fase finale per il nono posto, strutturata in quarti di finale, semifinali, finale per l'undicesimo posto e finale per il nono posto.
- Le quattro eliminate ai quarti di finale della fase finale per il nono posto hanno acceduto alla fase finale per il tredicesimo posto, strutturata in semifinali, finale per il quindicesimo posto e finale per il tredicesimo posto.

### Criteri di classifica
Se il risultato finale è stato di 3-0 o 3-1 sono stati assegnati 3 punti alla squadra vincente e 0 a quella sconfitta, se il risultato finale è stato di 3-2 sono stati assegnati 2 punti alla squadra vincente e 1 a quella sconfitta.
L'ordine del posizionamento in classifica è stato definito in base a:
- Numero di partite vinte;
- Punti;
- Ratio dei set vinti/persi;
- Ratio dei punti realizzati/subiti;
- Risultati degli scontri diretti.

## Squadre partecipanti
Tra le nazioni che hanno presentato domanda di partecipazione, sono state ammesse alla competizione la squadra del paese organizzatore e le sette squadre meglio classificate nella precedente edizione. I rimanenti posti sono stati assegnati in parte in base al ranking mondiale ed in parte in modo da favorire una migliore rappresentanza continentale.
| Squadra       | Qualificazione                          | Ultima partecipazione |
| ------------- | --------------------------------------- | --------------------- |
| Argentina     | Wild card                               | Chengdu 2021          |
| Australia     | Wild card                               | Smirne 2005           |
| Brasile       | 4ª ai XXXI Giochi mondiali universitari | Chengdu 2021          |
| Cile          | Wild card                               | Gwangju 2015          |
| Cina          | 1ª ai XXXI Giochi mondiali universitari | Chengdu 2021          |
| Francia       | Wild card                               | Taipei 2017           |
| Germania      | Paese organizzatore                     | Chengdu 2021          |
| Giappone      | 2ª ai XXXI Giochi mondiali universitari | Chengdu 2021          |
| India         | Wild card                               | Chengdu 2021          |
| Italia        | 5ª ai XXXI Giochi mondiali universitari | Chengdu 2021          |
| Mongolia      | Wild card                               | Belgrado 2009         |
| Polonia       | 3ª ai XXXI Giochi mondiali universitari | Chengdu 2021          |
| Rep. Ceca     | 8ª ai XXXI Giochi mondiali universitari | Chengdu 2021          |
| Spagna        | Wild card                               | Belgrado 2009         |
| Stati Uniti   | Wild card                               | Napoli 2019           |
| Taipei cinese | 9ª ai XXXI Giochi mondiali universitari | Chengdu 2021          |

## Torneo

### Fase a gironi
La composizione dei gironi è stata determinata mediante sorteggio effettuato il 7 aprile 2025 a Mülheim an der Ruhr.
| Girone A  | Girone B  | Girone C | Girone D      |
| --------- | --------- | -------- | ------------- |
| Argentina | Cile      | Brasile  | Australia     |
| Cina      | Francia   | India    | Italia        |
| Germania  | Giappone  | Polonia  | Stati Uniti   |
| Mongolia  | Rep. Ceca | Spagna   | Taipei cinese |

#### Girone A

##### Risultati
| 16 luglio 2025 Sportforum Hohenschönhausen, Berlino Durata: 1h:17 - Spettatori: 150    | Cina      | 3 - 0 | Mongolia  | 25-21, 25-21, 25-14        |
| 16 luglio 2025 Max-Schmeling-Halle, Berlino Durata: 1h:14 - Spettatori: 150            | Argentina | 0 - 3 | Germania  | 10-25, 13-25, 7-25         |
| 17 luglio 2025 Max-Schmeling-Halle, Berlino Durata: 1h:12 - Spettatori: 250            | Germania  | 3 - 0 | Mongolia  | 25-9, 25-12, 25-12         |
| 17 luglio 2025 Großsporthalle Hämmerlingstraße, Berlino Durata: 1h:06 - Spettatori: 50 | Argentina | 0 - 3 | Cina      | 6-25, 12-25, 11-25         |
| 18 luglio 2025 Sportforum Hohenschönhausen, Berlino Durata: 1h:54 - Spettatori: 60     | Mongolia  | 3 - 1 | Argentina | 19-25, 25-12, 28-26, 25-15 |
| 18 luglio 2025 Sportforum Hohenschönhausen, Berlino Durata: 1h:27 - Spettatori: 300    | Cina      | 0 - 3 | Germania  | 27-29, 16-25, 19-25        |

##### Classifica
| Pos. | Squadra   | Pt | G | V | P | SV | SP | Ratio | PF  | PS  | Ratio |
| ---- | --------- | -- | - | - | - | -- | -- | ----- | --- | --- | ----- |
| 1.   | Germania  | 9  | 3 | 3 | 0 | 9  | 0  | MAX   | 229 | 125 | 1,832 |
| 2.   | Cina      | 6  | 3 | 2 | 1 | 6  | 3  | 2,000 | 212 | 164 | 1,293 |
| 3.   | Mongolia  | 3  | 3 | 1 | 2 | 3  | 7  | 0,429 | 186 | 228 | 0,816 |
| 4.   | Argentina | 0  | 3 | 0 | 3 | 1  | 9  | 0,111 | 137 | 247 | 0,555 |

      Qualificata ai quarti di finale.
      Qualificata alle finali per il 9º posto.

#### Girone B

##### Risultati
| 16 luglio 2025 Max-Schmeling-Halle, Berlino Durata: 1h:17 - Spettatori: 70             | Giappone  | 3 - 0 | Francia   | 25-9, 25-18, 25-16               |
| 16 luglio 2025 Sportforum Hohenschönhausen, Berlino Durata: 1h:53 - Spettatori: 100    | Cile      | 1 - 3 | Rep. Ceca | 26-24, 16-25, 23-25, 18-25       |
| 17 luglio 2025 Großsporthalle Hämmerlingstraße, Berlino Durata: 1h:08 - Spettatori: 55 | Giappone  | 3 - 0 | Cile      | 25-13, 25-10, 25-12              |
| 17 luglio 2025 Großsporthalle Hämmerlingstraße, Berlino Durata: 2h:28 - Spettatori: 60 | Francia   | 2 - 3 | Rep. Ceca | 27-25, 25-21, 22-25, 21-25, 8-15 |
| 18 luglio 2025 Horst-Korber-Sportzentrum, Berlino Durata: 2h:00 - Spettatori: 25       | Cile      | 1 - 3 | Francia   | 25-23, 22-25, 15-25, 22-25       |
| 18 luglio 2025 Horst-Korber-Sportzentrum, Berlino Durata: 1h:14 - Spettatori: 45       | Rep. Ceca | 0 - 3 | Giappone  | 17-25, 15-25, 9-25               |

##### Classifica
| Pos. | Squadra   | Pt | G | V | P | SV | SP | Ratio | PF  | PS  | Ratio |
| ---- | --------- | -- | - | - | - | -- | -- | ----- | --- | --- | ----- |
| 1.   | Giappone  | 9  | 3 | 3 | 0 | 9  | 0  | MAX   | 225 | 119 | 1,891 |
| 2.   | Rep. Ceca | 5  | 3 | 2 | 1 | 6  | 6  | 1,000 | 251 | 261 | 0,962 |
| 3.   | Francia   | 4  | 3 | 1 | 2 | 5  | 7  | 0,714 | 244 | 270 | 0,904 |
| 4.   | Cile      | 0  | 3 | 0 | 3 | 2  | 9  | 0,222 | 202 | 272 | 0,743 |

      Qualificata ai quarti di finale.
      Qualificata alle finali per il 9º posto.

#### Girone C

##### Risultati
| 16 luglio 2025 Großsporthalle Hämmerlingstraße, Berlino Durata: 1h:05 - Spettatori: 51 | India   | 0 - 3 | Brasile | 8-25, 10-25, 8-25                 |
| 16 luglio 2025 Großsporthalle Hämmerlingstraße, Berlino Durata: 1h:32 - Spettatori: 74 | Polonia | 3 - 0 | Spagna  | 25-22, 25-22, 25-17               |
| 17 luglio 2025 Max-Schmeling-Halle, Berlino Durata: 1h:10 - Spettatori: 100            | India   | 0 - 3 | Polonia | 15-25, 13-25, 15-25               |
| 17 luglio 2025 Max-Schmeling-Halle, Berlino Durata: 2h:01 - Spettatori: 100            | Brasile | 3 - 1 | Spagna  | 25-19, 19-25, 25-17, 25-19        |
| 18 luglio 2025 Horst-Korber-Sportzentrum, Berlino Durata: 2h:12 - Spettatori: 75       | Polonia | 2 - 3 | Brasile | 17-25, 25-18, 25-18, 20-25, 10-15 |
| 18 luglio 2025 Horst-Korber-Sportzentrum, Berlino Durata: 1h:08 - Spettatori: 40       | Spagna  | 3 - 0 | India   | 25-14, 25-14, 25-14               |

##### Classifica
| Pos. | Squadra | Pt | G | V | P | SV | SP | Ratio | PF  | PS  | Ratio |
| ---- | ------- | -- | - | - | - | -- | -- | ----- | --- | --- | ----- |
| 1.   | Brasile | 8  | 3 | 3 | 0 | 9  | 3  | 3,000 | 270 | 203 | 1,330 |
| 2.   | Polonia | 7  | 3 | 2 | 1 | 8  | 3  | 2,667 | 247 | 205 | 1,205 |
| 3.   | Spagna  | 3  | 3 | 1 | 2 | 4  | 6  | 0,667 | 216 | 211 | 1,024 |
| 4.   | India   | 0  | 3 | 0 | 3 | 0  | 9  | 0,000 | 111 | 225 | 0,493 |

      Qualificata ai quarti di finale.
      Qualificata alle finali per il 9º posto.

#### Girone D

##### Risultati
| 16 luglio 2025 Horst-Korber-Sportzentrum, Berlino Durata: 1h:14 - Spettatori: 35       | Australia     | 0 - 3 | Taipei cinese | 13-25, 10-25, 18-25        |
| 16 luglio 2025 Horst-Korber-Sportzentrum, Berlino Durata: 1h:16 - Spettatori: 50       | Stati Uniti   | 0 - 3 | Italia        | 20-25, 9-25, 17-25         |
| 17 luglio 2025 Max-Schmeling-Halle, Berlino Durata: 1h:25 - Spettatori: 50             | Australia     | 0 - 3 | Stati Uniti   | 23-25, 24-26, 13-25        |
| 17 luglio 2025 Großsporthalle Hämmerlingstraße, Berlino Durata: 1h:21 - Spettatori: 25 | Taipei cinese | 0 - 3 | Italia        | 15-25, 19-25, 15-25        |
| 18 luglio 2025 Sportforum Hohenschönhausen, Berlino Durata: 1h:00 - Spettatori: 60     | Italia        | 3 - 0 | Australia     | 25-6, 25-9, 25-17          |
| 18 luglio 2025 Sportforum Hohenschönhausen, Berlino Durata: 1h:57 - Spettatori: 100    | Stati Uniti   | 1 - 3 | Taipei cinese | 23-25, 25-21, 19-25, 19-25 |

##### Classifica
| Pos. | Squadra       | Pt | G | V | P | SV | SP | Ratio | PF  | PS  | Ratio |
| ---- | ------------- | -- | - | - | - | -- | -- | ----- | --- | --- | ----- |
| 1.   | Italia        | 9  | 3 | 3 | 0 | 9  | 0  | MAX   | 225 | 127 | 1,772 |
| 2.   | Taipei cinese | 6  | 3 | 2 | 1 | 6  | 4  | 1,500 | 220 | 202 | 1,089 |
| 3.   | Stati Uniti   | 3  | 3 | 1 | 2 | 4  | 6  | 0,667 | 208 | 231 | 0,900 |
| 4.   | Australia     | 0  | 3 | 0 | 3 | 0  | 9  | 0,000 | 133 | 226 | 0,588 |

      Qualificata ai quarti di finale.
      Qualificata alle finali per il 9º posto.

### Fase finale

#### Finali 1º e 3º posto
|  | Quarti di finale | Quarti di finale | Quarti di finale |          |    | Semifinali | Semifinali | Semifinali |    |                 | Finale          | Finale          | Finale |  |
|  |                  |                  |                  |          |    |            |            |            |    |                 |                 |                 |        |  |
|  | 1A               | Germania         | 3                |          |    |            |            |            |    |                 |                 |                 |        |  |
|  | 1A               | Germania         | 3                |          |    |            |            |            |    |                 |                 |                 |        |  |
|  | 2C               | Polonia          | 1                |          |    |            |            |            |    |                 |                 |                 |        |  |
|  | 2C               | Polonia          | 1                |          | 1A | Germania   | 0          |            |    |                 |                 |                 |        |  |
|  |                  |                  |                  |          | 1A | Germania   | 0          |            |    |                 |                 |                 |        |  |
|  |                  |                  | 1D               | Italia   | 3  |            |            |            |    |                 |                 |                 |        |  |
|  | 1D               | Italia           | 1D               | Italia   | 3  | 3          |            |            |    |                 |                 |                 |        |  |
|  | 1D               | Italia           |                  |          |    |            |            |            |    |                 |                 |                 |        |  |
|  | 2B               | Rep. Ceca        | 0                |          |    |            |            |            |    |                 |                 |                 |        |  |
|  | 2B               | Rep. Ceca        | 0                |          | 1D | Italia     | 3          |            |    |                 |                 |                 |        |  |
|  |                  |                  |                  |          |    |            |            |            |    |                 |                 |                 |        |  |
|  |                  |                  | 1B               | Giappone | 1  |            |            |            |    |                 |                 |                 |        |  |
|  | 1C               | Brasile          | 1B               | Giappone | 1  | 3          |            |            |    |                 |                 |                 |        |  |
|  | 1C               | Brasile          |                  |          |    | 3          |            |            |    |                 |                 |                 |        |  |
|  | 2A               | Cina             | 1                |          |    |            |            |            |    |                 |                 |                 |        |  |
|  | 2A               | Cina             | 1                |          | 1C | Brasile    | 2          |            |    | Finale 3º posto | Finale 3º posto | Finale 3º posto |        |  |
|  |                  |                  |                  |          | 1C | Brasile    | 2          |            |    |                 |                 |                 |        |  |
|  |                  |                  | 1B               | Giappone | 3  |            |            |            |    |                 |                 |                 |        |  |
|  | 1B               | Giappone         | 1B               | Giappone | 3  | 3          |            |            | 1A | Germania        | 1               |                 |        |  |
|  | 1B               | Giappone         |                  |          |    |            |            |            | 1A | Germania        | 1               |                 |        |  |
|  | 2D               | Taipei cinese    | 0                |          |    | 1C         | Brasile    | 3          |    |                 |                 |                 |        |  |

##### Quarti di finale
| 20 luglio 2025 Max-Schmeling-Halle, Berlino Durata: 2h:06 - Spettatori: 185 | Germania | 3 - 1 | Polonia       | 30-28, 15-25, 25-22, 25-14 |
| 20 luglio 2025 Max-Schmeling-Halle, Berlino Durata: 2h:18 - Spettatori: 180 | Brasile  | 3 - 1 | Cina          | 23-25, 25-15, 26-24, 25-15 |
| 20 luglio 2025 Max-Schmeling-Halle, Berlino Durata: 1h:33 - Spettatori: 120 | Giappone | 3 - 0 | Taipei cinese | 25-22, 25-21, 25-20        |
| 20 luglio 2025 Max-Schmeling-Halle, Berlino Durata: 1h:14 - Spettatori: 85  | Italia   | 3 - 0 | Rep. Ceca     | 25-14, 25-19, 25-12        |

##### Semifinali
| 21 luglio 2025 Max-Schmeling-Halle, Berlino Durata: 1h:33 - Spettatori: 160 | Germania | 0 - 3 | Italia  | 20-25, 18-25, 21-25               |
| 21 luglio 2025 Max-Schmeling-Halle, Berlino Durata: 2h:36 - Spettatori: 100 | Giappone | 3 - 2 | Brasile | 29-31, 25-17, 20-25, 25-16, 15-10 |

##### Finale 3º posto
| 23 luglio 2025 Max-Schmeling-Halle, Berlino Durata: 2h:05 - Spettatori: 500 | Germania | 1 - 3 | Brasile | 23-25, 25-21, 15-25, 23-25 |

##### Finale
| 23 luglio 2025 Max-Schmeling-Halle, Berlino Durata: 1h:54 - Spettatori: 470 | Italia | 3 - 1 | Giappone | 25-19, 21-25, 25-16, 25-14 |

#### Finali 5º e 7º posto
|  | Semifinali | Semifinali    | Semifinali |               |    | Finale 5º posto | Finale 5º posto | Finale 5º posto |  |
|  |            |               |            |               |    |                 |                 |                 |  |
|  | 2C         | Polonia       | 3          |               |    |                 |                 |                 |  |
|  | 2C         | Polonia       | 3          |               |    |                 |                 |                 |  |
|  | 2B         | Rep. Ceca     | 2          |               |    |                 |                 |                 |  |
|  | 2B         | Rep. Ceca     | 2          |               | 2C | Polonia         | 3               |                 |  |
|  |            |               |            |               | 2C | Polonia         | 3               |                 |  |
|  |            |               | 2D         | Taipei cinese | 1  |                 |                 |                 |  |
|  | 2D         | Taipei cinese | 2D         | Taipei cinese | 1  | 3               |                 |                 |  |
|  | 2D         | Taipei cinese |            |               |    | 3               |                 |                 |  |
|  | 2A         | Cina          | 2          |               |    | Finale 7º posto | Finale 7º posto | Finale 7º posto |  |
|  | 2A         | Cina          | 2          |               |    |                 |                 |                 |  |
|  |            |               |            |               |    |                 |                 |                 |  |
|  |            |               |            |               |    | 2B              | Rep. Ceca       | 3               |  |
|  |            |               |            |               |    | 2B              | Rep. Ceca       | 3               |  |
|  |            |               |            |               |    | 2A              | Cina            | 1               |  |

##### Semifinali
| 21 luglio 2025 Sportforum Hohenschönhausen, Berlino Durata: 2h:30 - Spettatori: 80  | Polonia       | 3 - 2 | Rep. Ceca | 28-26, 26-28, 25-23, 21-25, 15-12 |
| 21 luglio 2025 Sportforum Hohenschönhausen, Berlino Durata: 2h:15 - Spettatori: 100 | Taipei cinese | 3 - 2 | Cina      | 23-25, 22-25, 25-19, 25-23, 15-9  |

##### Finale 7º posto
| 22 luglio 2025 Max-Schmeling-Halle, Berlino Durata: 2h:08 - Spettatori: 55 | Rep. Ceca | 3 - 1 | Cina | 25-21, 19-25, 25-21, 26-24 |

##### Finale 5º posto
| 22 luglio 2025 Max-Schmeling-Halle, Berlino Durata: 2h:00 - Spettatori: 50 | Polonia | 3 - 1 | Taipei cinese | 25-23, 21-25, 26-24, 25-20 |

#### Finali 9º e 11º posto
|  | Quarti di finale | Quarti di finale | Quarti di finale |             |    | Semifinali  | Semifinali | Semifinali |    |                  | Finale 9º posto  | Finale 9º posto  | Finale 9º posto |  |
|  |                  |                  |                  |             |    |             |            |            |    |                  |                  |                  |                 |  |
|  | 3A               | Mongolia         | 3                |             |    |             |            |            |    |                  |                  |                  |                 |  |
|  | 3A               | Mongolia         | 3                |             |    |             |            |            |    |                  |                  |                  |                 |  |
|  | 4C               | India            | 1                |             |    |             |            |            |    |                  |                  |                  |                 |  |
|  | 4C               | India            | 1                |             | 3A | Mongolia    | 0          |            |    |                  |                  |                  |                 |  |
|  |                  |                  |                  |             | 3A | Mongolia    | 0          |            |    |                  |                  |                  |                 |  |
|  |                  |                  | 3D               | Stati Uniti | 3  |             |            |            |    |                  |                  |                  |                 |  |
|  | 3D               | Stati Uniti      | 3D               | Stati Uniti | 3  | 3           |            |            |    |                  |                  |                  |                 |  |
|  | 3D               | Stati Uniti      |                  |             |    |             |            |            |    |                  |                  |                  |                 |  |
|  | 4B               | Cile             | 1                |             |    |             |            |            |    |                  |                  |                  |                 |  |
|  | 4B               | Cile             | 1                |             | 3D | Stati Uniti | 2          |            |    |                  |                  |                  |                 |  |
|  |                  |                  |                  |             |    |             |            |            |    |                  |                  |                  |                 |  |
|  |                  |                  | 3C               | Spagna      | 3  |             |            |            |    |                  |                  |                  |                 |  |
|  | 3B               | Francia          | 3C               | Spagna      | 3  | 3           |            |            |    |                  |                  |                  |                 |  |
|  | 3B               | Francia          |                  |             |    | 3           |            |            |    |                  |                  |                  |                 |  |
|  | 4D               | Australia        | 0                |             |    |             |            |            |    |                  |                  |                  |                 |  |
|  | 4D               | Australia        | 0                |             | 3B | Francia     | 0          |            |    | Finale 11º posto | Finale 11º posto | Finale 11º posto |                 |  |
|  |                  |                  |                  |             | 3B | Francia     | 0          |            |    |                  |                  |                  |                 |  |
|  |                  |                  | 3C               | Spagna      | 3  |             |            |            |    |                  |                  |                  |                 |  |
|  | 3C               | Spagna           | 3C               | Spagna      | 3  | 3           |            |            | 3A | Mongolia         | 3                |                  |                 |  |
|  | 3C               | Spagna           |                  |             |    |             |            |            | 3A | Mongolia         | 3                |                  |                 |  |
|  | 4A               | Argentina        | 0                |             |    | 3B          | Francia    | 2          |    |                  |                  |                  |                 |  |

##### Quarti di finale
| 20 luglio 2025 Sportforum Hohenschönhausen, Berlino Durata: 1h:36 - Spettatori: 42 | Mongolia  | 3 - 1 | India       | 25-16, 16-25, 25-16, 25-20 |
| 20 luglio 2025 Sportforum Hohenschönhausen, Berlino Durata: 1h:51 - Spettatori: 51 | Cile      | 1 - 3 | Stati Uniti | 20-25, 25-20, 13-25, 25-27 |
| 20 luglio 2025 Sportforum Hohenschönhausen, Berlino Durata: 1h:13 - Spettatori: 34 | Australia | 0 - 3 | Francia     | 18-25, 17-25, 17-25        |
| 20 luglio 2025 Sportforum Hohenschönhausen, Berlino Durata: 1h:08 - Spettatori: 54 | Argentina | 0 - 3 | Spagna      | 16-25, 12-25, 12-25        |

##### Semifinali
| 21 luglio 2025 Großsporthalle Hämmerlingstraße, Berlino Durata: 1h:11 - Spettatori: 25 | Mongolia | 0 - 3 | Stati Uniti | 13-25, 12-25, 20-25 |
| 21 luglio 2025 Großsporthalle Hämmerlingstraße, Berlino Durata: 1h:25 - Spettatori: 30 | Francia  | 0 - 3 | Spagna      | 19-25, 22-25, 19-25 |

##### Finale 11º posto
| 22 luglio 2025 Sportforum Hohenschönhausen, Berlino Durata: 1h:57 - Spettatori: 50 | Mongolia | 3 - 2 | Francia | 25-19, 20-25, 20-25, 25-23, 15-12 |

##### Finale 9º posto
| 22 luglio 2025 Sportforum Hohenschönhausen, Berlino Durata: 2h:07 - Spettatori: 25 | Stati Uniti | 2 - 3 | Spagna | 25-19, 25-23, 15-25, 12-25, 16-18 |

#### Finali 13º e 15º posto
|  | Semifinali | Semifinali | Semifinali |           |    | Finale 13º posto | Finale 13º posto | Finale 13º posto |  |
|  |            |            |            |           |    |                  |                  |                  |  |
|  | 4C         | India      | 0          |           |    |                  |                  |                  |  |
|  | 4C         | India      | 0          |           |    |                  |                  |                  |  |
|  | 4B         | Cile       | 3          |           |    |                  |                  |                  |  |
|  | 4B         | Cile       | 3          |           | 4B | Cile             | 3                |                  |  |
|  |            |            |            |           | 4B | Cile             | 3                |                  |  |
|  |            |            | 4A         | Argentina | 1  |                  |                  |                  |  |
|  | 4D         | Australia  | 4A         | Argentina | 1  | 0                |                  |                  |  |
|  | 4D         | Australia  |            |           |    | 0                |                  |                  |  |
|  | 4A         | Argentina  | 3          |           |    | Finale 15º posto | Finale 15º posto | Finale 15º posto |  |
|  | 4A         | Argentina  | 3          |           |    |                  |                  |                  |  |
|  |            |            |            |           |    |                  |                  |                  |  |
|  |            |            |            |           |    | 4C               | India            | 2                |  |
|  |            |            |            |           |    | 4C               | India            | 2                |  |
|  |            |            |            |           |    | 4D               | Australia        | 3                |  |

##### Semifinali
| 21 luglio 2025 Großsporthalle Hämmerlingstraße, Berlino Durata: 1h:12 - Spettatori: 20 | India     | 0 - 3 | Cile      | 18-25, 15-25, 13-25 |
| 21 luglio 2025 Großsporthalle Hämmerlingstraße, Berlino Durata: 1h:22 - Spettatori: 20 | Australia | 0 - 3 | Argentina | 21-25, 22-25, 20-25 |

##### Finale 15º posto
| 22 luglio 2025 Großsporthalle Hämmerlingstraße, Berlino Durata: 2h:07 - Spettatori: 20 | India | 2 - 3 | Australia | 25-15, 20-25, 25-20, 21-25, 5-15 |

##### Finale 13º posto
| 22 luglio 2025 Großsporthalle Hämmerlingstraße, Berlino Durata: 1h:46 - Spettatori: 20 | Cile | 3 - 1 | Argentina | 23-25, 25-11, 25-14, 25-20 |

## Classifica finale
| Pos     | Squadra       | Rosa |
| ------- | ------------- | --- |
| Oro     | Italia        | Formazione: 10 Sartori, 12 Frosini, 13 Gardini, 20 Eze, 21 Omoruyi, 26 Armini, 29 Nardo, 30 Eckl, 31 Tanase, 32 Malual, 34 Morello, 35 Munarini, CT: Parisi                                                 |
| Argento | Giappone      | Formazione: 1 Miyabe, 2 Oyama, 3 Ishikura, 4 Yamaji, 5 Kodama, 6 Honda, 7 Iiyama, 8 Sato, 9 Takizawa, 10 Abe, 11 Kumagai, 12 Nakagawa, CT: Imamaru                                                          |
| Bronzo  | Brasile       | Formazione: 1 Bento, 4 Brambilla, 5 Evaristo, 6 Leandro, 7 Malachias, 8 Mesquita, 9 Besen, 10 Grossi, 11 Rodrigues, 13 Gomes, 14 Machado, 19 Moura, CT: Gaudencio                                           |
| 4       | Germania      | Formazione: 8 Kohn, 11 Timmer, 15 Jatzko, 17 Nestler, 19 Hänle, 25 Pfeffer, 26 Jordan, 32 Keller, 33 Martin, 35 Van Clewe, 40 Ambrosius, 44 Jebens, CT: Bitter                                              |
| 5       | Polonia       | Formazione: 1 Kaszyńska, 2 Staniszewska, 3 Drużkowska, 5 Kuriata, 7 Gierszewska, 10 Plaga, 11 Łyduch, 17 Stefanik, 20 Partyka, 21 Latos, 22 Szlagowska, 31 Kecher, CT: Biernat                              |
| 6       | Taipei cinese | Formazione: 1 Lin L.T., 4 Chen L.J., 6 Lin C.J, 7 Tsai, 9 Kan, 10 Hsu, 11 Yeh, 13 Chen C., 16 Hu, 17 Liu, 19 Chen T.R., 21 Chang, CT: Teng                                                                  |
| 7       | Rep. Ceca     | Formazione: 1 Zhu, 2 Zheng, 5 Zhou, 6 Gao, 8 Yang, 9 Kong, 10 Wang W.H., 11 Dai, 12 Miao, 17 Yao, 18 Huang, 20 Wang Y.H., CT: Wang Z.T.                                                                     |
| 8       | Cina          | Formazione: 1 Zhu, 2 Zheng, 5 Zhou, 6 Gao, 8 Yang, 9 Kong, 10 Wang W.H., 11 Dai, 12 Miao, 17 Yao, 18 Huang, 20 Wang Y.H., CT: Wang Z.T.                                                                     |
| 9       | Spagna        | Formazione: 1 Priante, 2 Mavrommatis, 4 Hernández, 6 Delagrammatikas, 8 Pizà, 9 Cay. López, 10 Echávarri, 12 Hurtado, 14 Victory, 18 Borras, 19 Orejas, 20 Montoro, 22 Fernández, 25 Can. López, CT: García |
| 10      | Stati Uniti   | Formazione: 1 Beach, 2 Lynch, 3 Oliva, 5 Bennett, 6 Osunsanmi, 7 Clark, 9 Lane, 10 Durgan, 12 Munday, 14 Engeman, 17 Kitna, 18 Sparks, CT: Petrie                                                           |
| 11      | Mongolia      | Formazione: 1 Purevsuren, 2 Khurtsbaatar, 4 Gunbat, 5 Khosbayar, 6 Baatar, 7 Damdinsuren, 11 K. Erdenebat, 12 Dayandorj, 13 Enkhbold, 14 Tsogzolmaa, 15 S. Erdenebat, 17 Jigjidkhorol, CT: Jeong            |
| 12      | Francia       | Formazione: 1 Chouikh-Barbez, 4 K. Jioshvili-Ravva, 5 Defraye, 7 Blanc, 9 N. Jioshvili-Ravva, 11 Massuel, 12 Govou, 13 Samson, 14 Agnese, 17 Iloai, 19 Coulet, 20 Brunier-Balandras, CT: Le Draoulec        |
| 13      | Cile          | Formazione: 1 González, 2 Pérez-Acle, 3 A. Espinoza, 4 Carvajal, 5 Salinas, 7 Falcón, 9 Sandrock, 10 F. Espinoza, 12 Nuñez, 13 Recart, 15 Pérez, 20 Larraguibel, CT: Saez                                   |
| 14      | Argentina     | Formazione: 1 Román, 2 Pompeo, 3 López Fresco, 4 Kurchan, 5 Montesinos, 6 Castro, 7 Rodríguez, 8 Del Arco, 9 Pacho, 10 Arenoso, 11 Kees, 12 Rapp, CT: Vincente                                              |
| 15      | Australia     | Formazione: 2 Verdnik, 3 McInerney, 4 Foster, 5 Hollway, 6 McNamara, 7 Zammit, 8 Heintzelman, 9 Vanloo, 10 Cantrill, 11 Mann, 12 Simurina, CT: Gaviglio                                                     |
| 16      | India         | Formazione: 1 Vijayan, 2 Arasu, 3 Singh, 4 Gamit, 5 Rathi, 6 Joseph, 7 Murugan, 8 Thachana, 9 Muniyasamy, 10 Rajeesh, 11 Palliyath, 12 Dubey, CT: Dash                                                      |